# Pembroke Park, Florida
Pembroke Park är en stad (town) i Broward County, i delstaten Florida, USA. Enligt United States Census Bureau har staden en folkmängd på 6 214 invånare (2011) och en landarea på 3,5 km².